# Teofil Terlecki (grafik)

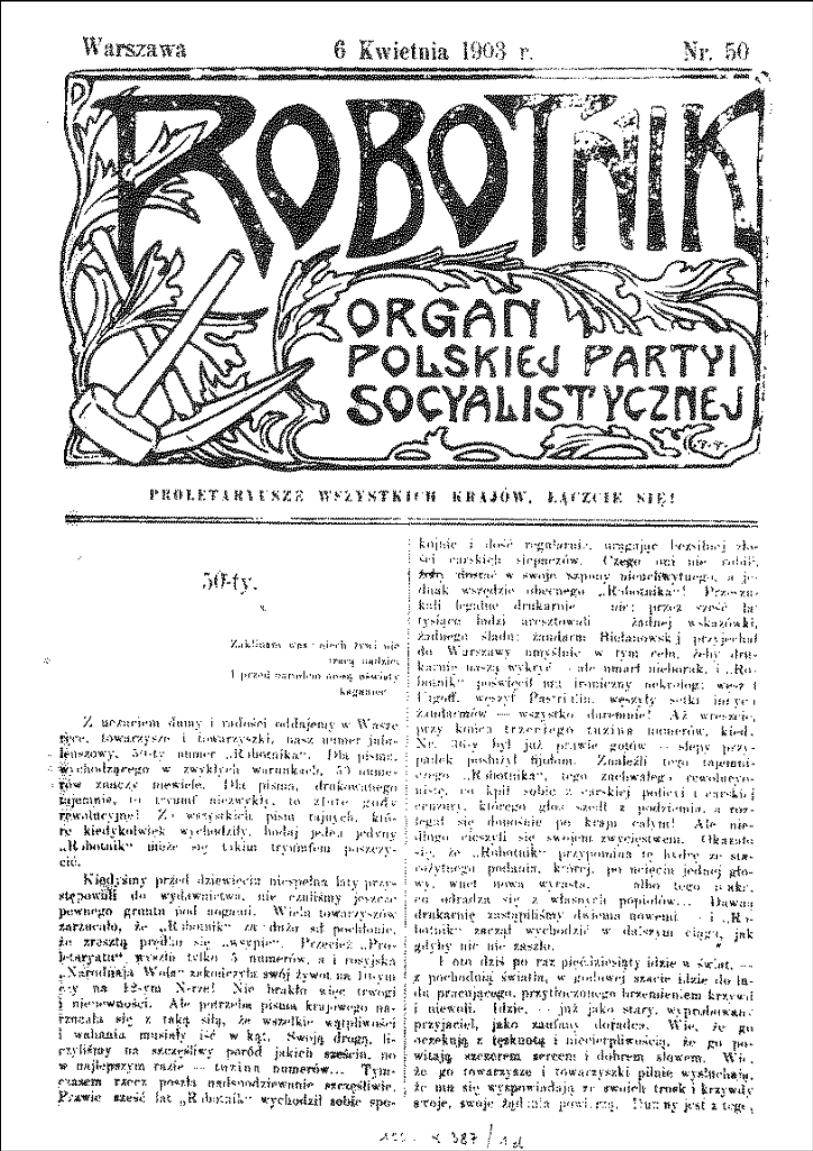
Winieta projektu Teofila Terleckiego

Teofil Terlecki (ur. 1870, zm. 1902) – polski grafik ukraińskiego pochodzenia. Studiował w latach 1889–1893, w Szkole Sztuk Pięknych w Krakowie, a później od 1894 w Akademii Monachijskiej. Tworzył pod wpływem secesji. Już w końcu wieku XIX publikował grafiki w prasie polskiej m.in. w Tygodniku Ilustrowanym, ukraińskiej ("Зоря") i niemieckiej ("Jugend", "Fliegende Blätter"). Zaprojektował secesyjną winietę czasopisma "Robotnik".